# Bactrocera latissima
Bactrocera latissima är en tvåvingeart som beskrevs av Drew 1989. Bactrocera latissima ingår i släktet Bactrocera och familjen borrflugor. Inga underarter finns listade.